# Río Cieza
El río Cieza es un curso fluvial de la vertiente cantábrica de la península ibérica, que discurre completamente dentro del municipio de Cieza (Cantabria, España). Nace en la cara norte del cueto de Brenes a 630 m s. n. m. y desemboca en el río Besaya al que se incorpora por su margen izquierda. Tiene una longitud de 8,66 kilómetros (13,62 si se cuenta como origen el nacimiento del arroyo Candanoso) y una pendiente media de 3,4º.

## Geografía
En sus primeros 1300 metros de recorrido, el Cieza es un arroyo que discurre rápido formando junto al regato Truchas un pequeño valle en V en dirección sur-norte.
Un poco más abajo, por debajo de los 300 m s. n. m. se le une su principal afluente, el arroyo del Candanoso mucho más largo que él, y que le dará las dimensiones y características propias de un río.
Tras esta unión el río gira a la derecha en dirección este, permaneciendo encajonado durante dos kilómetros más. Aguas abajo de la incorporación de los arroyos del Hoyuelo y Tablada (izquierda y derecha respectivamente) el valle comienza a abrirse para formar una pequeña vega en la que se asientan dos de las tres localidades del valle: Villayuso y Villasuso.
Pasadas estas, y dajado atrás el barrio de El Solar la vega se cierra en una estrecha garganta de incorporación al río Besaya sobrevolada por un viaducto de 142 metros de luz sobre el que cruza la autovía Cantabria-Meseta. Finalmente el río entrega sus aguas al Besaya a la altura del Barcenal de las Tejeras.

## Hidrografía

### Cuenca
El río Cieza posee una pequeña cuenca de 42 km² que se integra dentro de la subcuenca del Besaya, en el sistema Saja-Besaya. Su forma se asemeja a un triángulo isósceles tumbado hacia el este, con una longitud aproximada de nueve kilómetros y una anchura en su cabecera y zona media de poco más de seis kilómetros y medio. Esta área coincida casi exactamente con la delimitación del municipio homónimo.

### Principales afluentes
El arroyo del Candanoso nace en la vertiente nordeste del alto de Tordías a 900 m s. n. m. y discurre completamente dentro del Parque natural Saja-Besaya hasta unirse al Cieza en la zona conocida como Puente Truchas. A partir de este punto el arroyo pierde su nombre para adoptar el del Cieza. En sus 6285 metros de recorrido, el único afluente destacable es el arroyo del Tojo procedente de la cara sur del alto de Mozagro.
El arroyo del hoyuelo nace en el pernal sureste del alto de Mozagro a 600 m s. n. m. y se une al río Cieza por su margen izquierda tras recorrer poco más de 4 km.
El río Cieza da nombre al valle (de 44,1 km²) y municipio (nacido en 1822), así como a una calle de Torrelavega. Sobre sus riberas, en el valle de Cieza, se asientan dos de las tres poblaciones del valle: Villayuso y Villasuso.

## Espacios de protección
Toda la cuenca se encuentra dentro de la Reserva regional de caza Saja, que con 180 186 has es la reserva cinegética más grande de España, extendiéndose desde los Picos de Europa hasta el límite oriental del río Besaya. Dentro de ella se encuentra el Parque natural del Saja-Besaya, un área protegida de 24 500 hectáreas repartidas entre las cuencas del río Saja y el Besaya. El arroyo del Candanose se encuentra íntegramente dentro de dicho parque.

## Clima
El río Cieza posee un clima Europeo Occidental, clasificada también como clima templado húmedo de verano fresco del tipo Cfb según la clasificación climática de Köppen. 
Los principales rasgos del valle a nivel general son unos inviernos suaves y veranos frescos, sin cambios bruscos estacionales. El aire es húmedo con abundante nubosidad y precipitaciones frecuentes en todas las estaciones del año.